# スルジャン・ヨヴァノヴィッチ
スルジャン・ヨヴァノヴィッチ（セルビア語キリル・アルファベット: Срђан Јовановић ; 1986年4月9日 - ）は、セルビアのサッカー審判員。セルビア・スーペルリーガをはじめとする国内大会のほか、2015年からは国際サッカー連盟 (FIFA) に国際審判員として登録されており、欧州サッカー連盟 (UEFA) のファーストカテゴリーの審判としてランク付けされ、FIFAワールドカップ予選などの国際試合の審判を務めている。

## 来歴
旧ユーゴスラビア時代の（旧）セルビア・ベオグラード生まれ。
2014年にスーペルリーガでの活動を開始。審判としての最初の試合は、2014年8月30日に行われたラドニチュキ・ニシュとドニ・スレムの試合で、この試合でミロシュ・ペトロヴィッチにレッドカードを提示した。2015年に国際サッカー連盟 (FIFA) に国際審判員として登録され、2016年1月16日にはアラブ首長国連邦対アイスランドの国際親善試合の主審を担当。2019年3月17日にはギリシャ・スーパーリーグのアトロミトス対AEKアテネの試合を担当した。 2019年にはブラジルで開催された2019 FIFA U-17ワールドカップの審判団の一人に選ばれた。